# Van Veeteren
Van Veeteren ist eine vom schwedischen Schriftsteller Håkan Nesser geschaffene Kunstfigur einer Reihe von Kriminalromanen. Die Reihe umfasst elf Bände und wurde zwischen 1993 und 2019 publiziert. Alle Bände erschienen auch in deutschen Übersetzungen. Sie wurden auch für das schwedische Fernsehen verfilmt.

## Schauplatz
Schauplatz für die Romane der Van-Veeteren-Reihe ist ein fiktives europäisches Land mit der Hauptstadt Maardam. Orts- und Personennamen sowie Landschaftsbeschreibungen lassen sich nicht eindeutig zuordnen. In den Romanen ist mehrfach von Nordeuropa die Rede. Einige Namen und Orte, so auch die Stadt Vlissingen, und die Währung Gulden lassen an die Niederlande denken, allerdings finden sich auch häufig deutsch, slawisch oder baltisch klingende Namen und Orte, seltener auch solche aus dem romanischen Sprachraum. Für die Verfilmungen wurden skandinavische Drehorte gewählt.

## Protagonist
Protagonist der Romanreihe ist Van Veeteren, Hauptkommissar der Maardamer Polizei, Ende fünfzig, leicht übergewichtig. Von seiner Frau Renate lebt er getrennt. Sie haben zwei erwachsene Kinder, Tochter Jess und Sohn Erich. Van Veeteren kaut ständig Zahnstocher und raucht gelegentlich Zigarillos und Zigaretten. Mit seinem Arbeitskollegen Kommissar Münster spielt er regelmäßig Badminton. Er liebt klassische Musik und das Schachspiel. Charakteristisch für seine Arbeitsweise ist, „dass van Veteren als Kommissar über einen ausgeprägten Jagdinstinkt verfügt und moralische Ambitionen dabei nicht im Vordergrund stehen“. „Er glaubt fest daran, dass er in der Lage ist, jeden noch so schwierigen und undurchsichtigen Mordfall zu lösen.“
Mitarbeiter von Van Veeteren sind:
- Reinhart
- Münster
- Ewa Moreno
- Rooth

## Folgen der Reihe
1. 1993 Det grovmaskiga nätet. Das grobmaschige Netz, dt. von Gabriele Haefs; München: btb 1999. ISBN 3-442-72380-9. Schwedischer Krimipreis – Bästa svenska debut.
2. 1994 Borkmanns punkt. Das vierte Opfer, dt. von Christel Hildebrandt; München: btb 1999. ISBN 3-442-75030-X. Schwedischer Krimipreis – Bästa svenska kriminalroman.
3. 1995 Återkomsten. Das falsche Urteil, dt. von Gabriele Haefs; München: Goldmann 2000. ISBN 3-442-72598-4
4. 1996 Kvinna med födelsemärke. Die Frau mit dem Muttermal, dt. von Christel Hildebrandt, München: btb 1998. ISBN 3-442-72280-2. Schwedischer Krimipreis – Bästa svenska kriminalroman.
5. 1997 Kommissarien och tystnaden. Der Kommissar und das Schweigen, dt. von Christel Hildebrandt; München: Goldmann 2001. ISBN 3-442-75075-X
6. 1998 Münsters fall. Münsters Fall, dt. von Christel Hildebrandt; München: Goldmann 2000. ISBN 3-442-75043-1
7. 1999 Carambole. Der unglückliche Mörder, dt. von Gabriele Haefs; München: Goldmann 2001. ISBN 3-442-72628-X. Skandinavischer Krimipreis Glasnyckel.
8. 2000 Ewa Morenos fall. Der Tote vom Strand, dt. von Gabriele Haefs; München: btb 2002. ISBN 3-442-75060-1
9. 2001 Svalan, katten, rosen, döden. Die Schwalbe, die Katze, die Rose und der Tod, dt. von Christel Hildebrandt; München: Goldmann 2003. ISBN 3-442-73325-1
10. 2003 Fallet G. Sein letzter Fall, dt. von Christel Hildebrandt; München: btb 2004. ISBN 3-442-75080-6
11. 2018 De vänsterhäntas förening. Der Verein der Linkshänder, dt. von Paul Berf; München: btb 2019. ISBN 978-3-442-75815-9

## Verbreitung
Die zehnbändige Van-Veteeren-Reihe stellt den größten literarischen Erfolg von Håkan Nesser dar, der ihm ermöglichte, den Lehrerberuf aufzugeben und sich ganz der Schriftstellerei zu widmen. Bis Anfang 2013 wurden von der Serie insgesamt über zehn Millionen Exemplare in 25 Ländern verkauft.

## Filmografie
- 2000: Håkan Nesser – Das grobmaschige Netz (Fernsehfilm / Schweden / Det grovmaskiga nätet), Regie: Martin Asphaug
- 2001: Håkan Nesser – Das falsche Urteil (Fernsehfilm / Schweden / Återkomsten), Regie: Martin Asphaug
- 2001: Håkan Nesser – Die Frau mit dem Muttermal (Fernsehfilm / Schweden / Kvinna med födelsemärke), Regie: Martin Asphaug. Nesser hat einen kleinen schauspielerischen Auftritt.
- 2005: Der unglückliche Mörder (Fernsehfilm / Schweden / Carambole), Regie: Daniel Lind Lagerlöf. Nesser hat einen kleinen schauspielerischen Auftritt.
- 2005: Håkan Nesser – Münsters Fall (Fernsehfilm / Schweden / Münsters fall), Regie: Rickard Petrelius
- 2005: Van Veeteren – Das vierte Opfer; auch: Håkan Nesser – Das vierte Opfer (Fernsehfilm / Schweden / Borkmanns punkt). Regie: Erik Leijonborg
- 2006: Håkan Nesser – Moreno und das Schweigen (Fernsehfilm / Schweden / Moreno & tystnaden), Regie: Erik Leijonborg
- 2006: Håkan Nesser – Die Schwalbe, die Katze, die Rose und der Tod (Fernsehfilm / Schweden / Svalan, katten, rosen, döden), Regie: Daniel Lind Lagerlöf
- 2006: Håkan Nesser – Van Veeterens schwerster Fall (Fernsehfilm / Schweden / Fallet G), Regie: Rickard Petrelius

Die Hauptrolle verkörpert in allen Verfilmungen Sven Wollter.

## Audioproduktionen auf Deutsch
- 2001: Das vierte Opfer, Produktion: Deutschlandradio Kultur
- 2002: Die Frau mit dem Muttermal, Produktion: Deutschlandradio Kultur
- 2003: Das falsche Urteil, Produktion: Deutschlandradio Kultur